# United Nations Plaza (San Francisco)
In San Francisco ist United Nations Plaza der Name eines 1,05 ha großen, 1975 geschaffenen Platzes im zentralen Viertel Civic Center. Der Platz wurde ursprünglich vom Landschaftsarchitekten und Pädagogen Lawrence Halprin (* 1916) entworfen und erhielt seinen Namen in Erinnerung an die Unterzeichnung der Charta der Vereinten Nationen 1945. Im Jahr 2005 wurde der Platz neu hergerichtet. Mittwochs und sonntags findet auf dem Platz ein Markt mit Produkten von Landwirten aus der Umgebung von San Francisco (farmer's market) statt.